# Élection épiscopale
L'élection épiscopale est la pratique chrétienne d'élire les évêques. L'élection a pu être ouverte à tous les fidèles, au seul clergé ou au haut-clergé. Il ne faut pas la confondre avec le tirage au sort des évêques qui a pu être pratiqué aussi. Certaines Églises apostoliques, comme l'Église catholique romaine ou l'Église orthodoxe conservent encore des traces des élections épiscopales. De nombreuses Églises protestantes procèdent à des élections épiscopales actuellement.

## Terminologie
En grec classique et hellénistique, le terme « élire » est cheirotoneô (χειροτονέω). D'abord utilisé simplement pour signifier une élection ou un vote, il en vient, par métonymie, à désigner toute consécration ou ordination en grec byzantin et plus tardif, prenant le sens de « consécration »,. Le Nouveau Testament utilise le terme à deux reprises, l'une où Paul rappelle l'élection d'un de ses collègues pour l'accompagner dans son voyage et l'autre dans les Actes des Apôtres, lorsque Paul organise les premières communautés qu'il fonde.

## Pratique antique
Dans les sources antiques, le procédé d'élection semble différent entre les différents diocèses ; parfois il se fait à main levée, à d'autres moments par acclamation, ou enfin par bulletins de vote. La Didachè mentionne l'élection d'un évêque comme le processus à adopter pour nommer l'évêque.  
Dans la Tradition Apostolique d'Hippolyte de Rome, il est prescrit : « Que l’on ordonne évêque celui qui a été choisi par tout le peuple. »
Cyprien de Carthage, parlant de son ami Corneille, mentionne son élection épiscopale pour le défendre ; rappelant qu'il a reçu les votes de tout le peuple. Plus loin, s'expliquant sur les élections épiscopales et la tradition apostolique, il annonce : 

« C'est pourquoi nous devons soigneusement préserver la sainte tradition et la tradition apostolique, cette pratique qui s'observe entre nous et presque dans toutes les provinces, à savoir que pour que les ordinations soient correctement conduites, les évêques des provinces se rassemblent avec le peuple sur lequel l'évêque doit être nommé, et l'évêque est choisi par les personnes qui en connaissent le plus sur les individus, et qui ont observé comment ils se conduisent au quotidien »

— Cyprien de Carthage, Lettre LXVII (67)

Ambroise de Milan, lui même élu dans une séance mouvementée entre nicéens et ariens, déclare que : « l'on croit à juste titre que celui que tous ont demandé (comme évêque) est choisi par le jugement de Dieu. » Le 39ème canon du concile de Carthage reprend, : « Que personne ne soit ordonné s'il n'est passé par l'examen des évêques et le choix du peuple » Grégoire de Nysse, dans sa Vie de Grégoire le Thaumaturge relate qu'il s'engage dans des campagnes électorales pour faire élire son candidat à Comana. Le patriarche d'Alexandrie est toujours élu par ses fidèles et ses clercs jusqu'à une période très tardive.
Le  Concile de Nicée note qu'il faut que les élections soient conformes aux règles ecclésiastiques et que l'élection soit confirmée par le métropolite ou le supérieur ecclésiastique de l'évêque élu,.
Dans l'Eglise occidentale, la pratique est aussi très répandue et de nombreux évêques qui deviendront saints sont élus, à l'instar de Martin de Tours ou de Germain d'Auxerre.
Le pape Léon Ier écrit à plusieurs reprises que l'évêque « doit être élu par tous ».
Certaines élections se passent dans des circonstances compliquées, comme celle de Basile de Césarée ou de Paulin d'Antioche et certains refusent l'élection, à l'instar d'Ephrem le Syriaque, élu, qui s'enfuit et se cache pour éviter d'être évêque.
Si les autorités impériales s'intéressent progressivement davantage aux élections de grands sièges épiscopaux ou patriarcaux, il est admis que les diocèses ruraux sont généralement marqués par une grande démocratie dans le choix des évêques, en l'absence de contrôle impérial.
À partir du IVe siècle, une partie des évêques commence à nommer ses successeurs avant de mourir, ce qui ralentit le procédé d'élection ; de plus, progressivement, les clercs remplacent les laïcs dans les élections,, même si cette pratique est condamnée lors du concile de Chalcédoine.

## Rappels médiévaux
Le pape Léon IX, lors du concile de Reims (1049), proclame sous peine d'excommunication : « Que personne ne soit amené à diriger une église sans élection par le clergé et le peuple »,.
La réforme grégorienne remet en place l'élection épiscopale pour lutter contre la simonie et les dérives qui se sont mises en place ; Jean Gaudemet écrit à ce propos : 

« Soucieuse de réagir contre cet état de choses, la « Réforme grégorienne » voulut remettre en honneur le principe électif. Celui-ci avait déjà été rappelé par Burchard, évêque de Worms, dans son « Décret », au début du XIe siècle. Engageant la lutte contre l’emprise laïque, Léon IX, au concile de Reims de 1049, rappelle (c. 1) que l’évêque doit être élu a clero et populo. Grégoire VII fera de même au concile de Rome de novembre 1078 (c. 1) et au synode de mars 1080, tenu dans la même ville. Le principe de l’élection est rappelé par les réformateurs grégoriens, Anselme de Lucques (Collectio canonum, passim), Placide de Nonantola en 1111-1112, Geoffroi de Vendôme, dans une lettre de 1194, Honoré d'Autun dans sa Summa Gloria s’y réfère. Yves de Chartres, dénonçant les interventions scandaleuses du roi Philippe Ier, demande le respect du système de l’élection. Le Décret de Gratien (D. 63, c. 13 et 14) cite des textes de Nicolas I et de Pélage Ier, qui vont dans le même sens. »

Dans l'Église catholique en France, une bonne partie des évêques continuent d'être élus jusqu'à la fin du Moyen-Âge ; c'est le cas de tous les évêques de Mâcon, Troyes, Orléans, Évreux, Nevers, Cahors ou encore Coutances jusqu'au XIVe siècle. Dans la région de Bourges, par exemple, sur 72 évêques en fonction entre 1200 et 1316, 54 sont élus (la plupart des nommés le sont à partir de 1290) ; dans la région de Narbonne, entre 1209 et 1247, sur les 34 évêques, un seul est nommé (à Maguelone, en 1247) à la suite d’une vacance in curia ; dans la région de Bordeaux, 60% des 62 évêques entre 1200 et 1317 sont élus.

## Survivances
Dans l'Église catholique et l'Église orthodoxe, l'approbation populaire est théoriquement un prérequis pour la consécration d'un évêque. Ainsi, lors de la cérémonie orthodoxe de consécration, l'évêque qui consacre se tourne trois fois ad populum pour prononcer « Il est digne. », à la suite de quoi les fidèles sont invités à répondre par l'affirmative, en répétant, ou par la négative en répondant « Il est indigne. », ce qui montre un droit de véto théorique sur la consécration des évêques de la part des fidèles ; bien que cela ne se produise presque jamais dans l'histoire moderne. 
L'archevêché de Chypre conserve l'élection épiscopale en partie. L'archevêque est actuellement élu par la population orthodoxe en âge de voter de l'île, puis les trois candidats avec le meilleur score électoral sont départagés par le saint Synode de l'Église de Chypre par un vote. En 2022, après la mort de Chrysostome II de Chypre, les élections archiépiscopales chypriotes sont organisées,.